# Menella filiformis
Menella filiformis is een zachte koraalsoort uit de familie Plexauridae. De koraalsoort komt uit het geslacht Menella. Menella filiformis werd in 1908 voor het eerst wetenschappelijk beschreven door Kükenthal. 